# Добуток Коші
Добуток Коші (чи згортка Коші) — в математиці, а саме в математичному аналізі, це формула множення двох рядів, результатом якої є інший ряд.
{\displaystyle \left(\sum _{i=0}^{\infty }a_{i}\right)\cdot \left(\sum _{j=0}^{\infty }b_{j}\right)=\sum _{k=0}^{\infty }c_{k}}     where     {\displaystyle c_{k}=\sum _{l=0}^{k}a_{l}b_{k-l}}.
Множення відбувається почленно кожен з кожним як у декартовому добутку, але в результуючому ряді добутки погруповані в суми по діагоналях:
{\displaystyle \left(\sum _{n=0}^{\infty }a_{n}\right)\cdot \left(\sum _{n=0}^{\infty }b_{n}\right)=\underbrace {(a_{0}b_{0})} _{c_{0}}+\underbrace {(a_{0}b_{1}+a_{1}b_{0})} _{c_{1}}+\underbrace {(a_{0}b_{2}+a_{1}b_{1}+a_{2}b_{0})} _{c_{2}}+...+\underbrace {(a_{0}b_{n}+a_{1}b_{n-1}+...+a_{k}b_{n-k}+...+a_{n}b_{0})} _{c_{n}}+...}

## Теореми Мертенса
...